# Saussignac
Saussignac é uma comuna francesa na região administrativa da Nova Aquitânia, no departamento Dordonha. Estende-se por uma área de 9 km². Em 2010 a comuna tinha 439 habitantes (densidade: 48,8 hab./km²).